# Sumgait
Sumgait (azerski: Sumqayıt) je jedan od republičkih gradova, pod izravnom upravom države Azerbajdžan. Prema procjeni iz 2018. god. grad je imao oko 341.200 stanovnika, što ga čini trećim po veličini u državi, odmah poslije Bakua i grada Gäncä.
Grad je dom „Državnom sveučilištu Sumgait”.

## Zemljopisne odlike
Grad se nalazi na sjevernoj obali poluotoka Apšeron, na zapadu Kaspijskog mora, oko 31 kilometar sjeverozapadno od glavnog grada, Bakua. Nadmorska visina grada je 26 m, a površina grada je 94,17 km².
Općinu Sumqayit čine grad Sumqayit i općine Jorat i Haji Zeynalabdin, naselje nazvano po naftnom biznismenu i filantropu Hadži Zejnalabdinu Tagijevu (1823. – 1924.).

## Povijest
Grad je dobio ime prema rijeci Sumgait koja je prema narodnoj predaji dobila ime po lokalnom heroju imena „Sum”. Predaja navodi kako je Sum odabran da se bori protiv čudovišta koje je blokiralo rijeku. Sum je uspio ubiti čudovište, ali ga je oslobođena rijeka odnijela sa sobom i nikada više nije viđen. Njegova ljubav, Džejran, neutješna njegovim nestankom, išla je redovito do rijeke i plakala: „Sum qajit!”, što na azerskom znači „Sum, vrati se!” Tako je rijeka postala poznata kao Sumgait, te je po njoj i grad dobio ime
Prema povjesničarima, na ovom su području živjeli Medijci još u 2. tisućljeću pr. Kr. Tijekom izgradnje grada, kada su se kopali temelji za gradsku vijećnicu iskopani su ostaci drevnog karavansaraja zajedno s osobnim predmetima i posuđem.
Prva izvješća o naseljima na sadašnjem mjestu Sumgaita bila su 1580. godine, kada je engleski pisac H. Barrow spomenuo Sumgait u svojim spisima. God. 1858. je Alexandre Dumas pisao o tom području u svojim memoarima „Putovanje na Kavkaz”, iako se ništa značajno nije stvorilo sve dok Sovjetski Savez nije stekao kontrolu nad tim područjem 1920-ih
Između 1938. i 1941. godine SSSR je izgradio termoelektranu kako bi zadovoljio energijom rastuću naftnu industriju u Bakuu. Godine 1949. Sumgait je dobio službeni status grada prema rezoluciji Vrhovnog sovjetskog saveza SSSR-a. Godine 1960. vlasti su počele graditi naftnu kemijsku tvornicu, tada najveću u Europi. Krajem osamdesetih godina Sumgait je već bio središte kemijske industrije SSSR-a. Kao rezultat sovjetskog planiranja razdoblja industrijskog buma, grad je postao jako zagađen. Američka nevladina organizacija Earth je Sumgait proglasila za najzagađenije mjesto na svijetu 2007. god.
Nakon Askeranskog sukoba 22. i 23. veljače 1988., kada su Armenci protjerali Azere iz grada Askerana, uslijedio je Sumgaitski pogrom 27. veljače, prilikom kojega su Azeri iz Sumgaita protjerali oko 2.000 Armenaca, a u sukobima je poginulo oko 100 Armenaca i 6 Azera. Ova dva sukoba su bili uvod armensko-azerbejdžanskog sukoba, koji je izazvao Rat u Gorskom Karabahu.
Nakon Rata u Gorskom Karabahu, grad je postao dom brojnim Azerskim izbjeglicama iz Kubatlinskog i Zangelanskog rajona. Godine 1994. Hejdar Alijev pokrenuo je veliki projekt „Slobodne gospodarske zone” na području grada. Također, gradska uprava izvela je plan zaštite okoliša od 2003. – 2010. god. koji je značajno smanjio razinu zagađenja na minimalnu razinu. Primjerice, količina otpadne vode iz industrijske proizvodnje pala je s 600.000 m³ tijekom 1990-ih na 76.300 m³ 2005. godine. Kruti otpad smanjio se s 300.000 na 3.868 tona godišnje.
„Kemijski industrijski park Sumgait” osnovan je 21. prosinca 2011. god. uredbom predsjednika Azerbajdžana Ilhama Alijeva i od tada ga je predsjednik posjetio četiri puta prilikom ceremonija otvaranja nekoliko poduzeća.

## Stanovništvo
Prema popisu stanovništva iz 2018. godine, ukupan broj stanovnika grada bio je 341.200, što je 33% više nego 2000. god. Također, broj muškaraca je bio 168.300, a žena 172.900, dok je 23% maldih osoba (od 14-29 godina).
Prije sukoba Armenaca i Azera, u sovjetskom razdoblju, u Sumgaitu je živjelo do oko 20.000 Armenaca, koji su sada svi izbjegli. Danas sastav stanovništva uglavnom čine Azeri (97,74 %), a ostali su: Lezgini 1,13% i Rusi 0,69%, te ostali 0,44%.
| 1939. | 1959.  | 1970.   | 1979.   | 1989.   | 2000.   | 2010.   | 2019.   |
| ----- | ------ | ------- | ------- | ------- | ------- | ------- | ------- |
| 6.353 | 51.485 | 124.490 | 190.112 | 231.104 | 285.400 | 299.000 | 343.500 |

## Poznate osobe
- Šahin Imranov, azerbajdžanski boksač
- Šahrijar Mamedjarov, azerbajdžanski šahovski velemajstor

## Gradovi prijatelji
- Aktau, Kazahstan (2009.)
- Bari, Italija (2004.)
- Ceyhan, Turska (2007.)
- Čerkasy, Ukrajina (1972.)
- Genova, Italija (2013.)
- Linz, Austrija (2009.)
- Ludwigshafen, Njemačka (1977.)
- Mogilev, Bjelorusija (2009.)
- Nevinomisk, Rusija (2011.)
- Piteşti, Rumunjska (1971.)
- Rustavi, Gruzija (1952.)
- Zhuzhou, Kina

## Vanjske poveznice
|  | Zajednički poslužitelj ima još gradiva o temi Sumgait |

- Službene stranice grada (az.)
- Forum posvećen Sumgaitu  Arhivirana inačica izvorne stranice od 21. rujna 2009. (Wayback Machine) (rus.)